# Горец развесистый
Горе́ц разве́систый, или горец щаве́лели́стный, также персика́рия щавелелистная (лат. Persicária lapathifólia), — травянистое растение, вид рода Персикария семейства Гречишные (Polygonaceae). Встречается под устаревшим синонимичным названием Горец войлочный (лат. Persicaria tomentosa).
Обычное в Евразии и Северной Америке растение с густыми поникающими кистями беловатых или розовых цветков, часто с коричневым пятном на листьях.

## Ботаническое описание

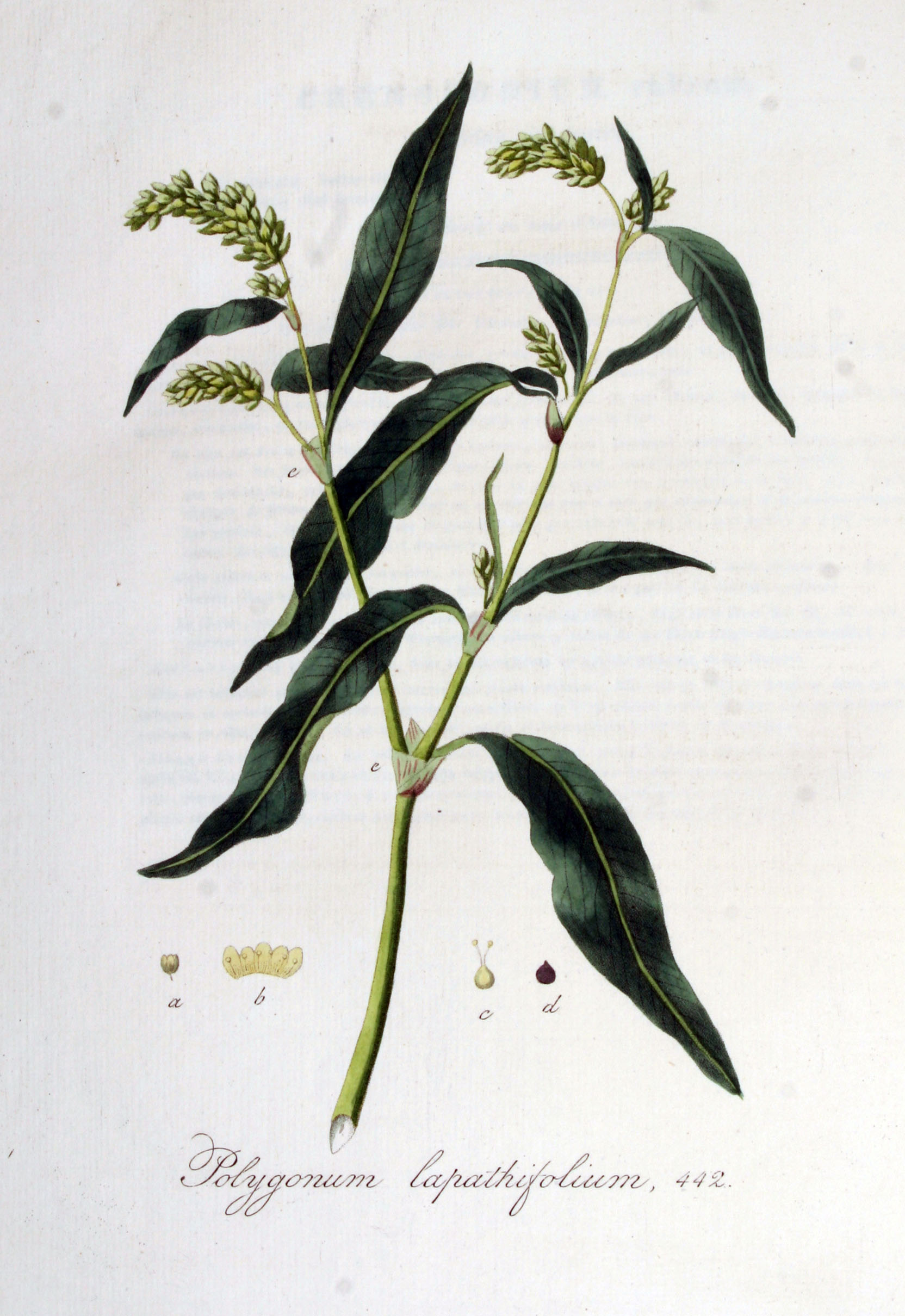

Однолетнее травянистое растение с ветвистым стеблем до 80—100 и даже 150—180 см высотой, голым или покрытым редким прижатым опушением, зелёного или фиолетово-красного цвета, часто с красными пятнами.
Листья яйцевидно-продолговатые до яйцевидно-ланцетных или ланцетных, 3—15(24) см длиной и 0,5—3(7) см шириной, с заострённой верхушкой, клиновидно суженные в черешок 1—3 см длиной. Край листовой пластинки, жилки с обеих сторон и черешок с жестковатыми прижатыми щетинками. На верхней поверхности листа часто заметно тёмно-коричневое пятно. Раструбы в узлах прозрачные, красно-коричневатые, с тёмно-коричневыми или фиолетово-красными жилками, голые, по краю с редкими ресничками около 0,5 мм длиной.
Цветки собраны в густые цилиндрические колосовидные кисти 2—8 см длиной и 6—12 мм толщиной, изогнутые, обыкновенно поникающие, на цветоносах 1—4 см длиной. Цветонос и ось соцветия покрыты железками. Цветки на коротких цветоножках не более 2,3 мм длиной, околоцветник 2—3 мм длиной, почти до основания разделён на четыре доли (редко на пять), розовый, красноватый, белый или зеленоватый, обыкновенно покрыт железками по крайней мере по трубке и по внутренним листочкам. Тычинки обычно в числе 6, короче околоцветника.
Плод — орешек 1,8—2,5 мм длиной и 1,5—2,1 мм шириной, сплюснутый с двух сторон, редко трёхгранный, округло-эллиптический тёмно-коричневый до черноватого.
На влажных достаточно богатых землях может давать до 800—1350 семян на растения. Семена сохраняют всхожесть при хранении в помещении 5—7 лет, в почве до 40 лет.

## Распространение и экология
Широко распространённое в Северном полушарии растение, встречающееся по влажным местам по берегам рек и озёр, у канав, на сорных местах, часто с горцом почечуйным.

## Химический состав
Содержание аскорбиновой кислоты (в мг от абсолютно сухого вещества): цветках 4279, в листьях 13226. При анализе всей надземной части растения установлено 86—128 мг %.

## Значение и применение
Высоковитаминное и медоносное растение. Семена используют как корм для домашней птицы, а иногда и в пищу.
Поедается крупно рогатым скотом, овцами и лошадьми, обычно в небольших количествах. Поедается в силосе и в хорошо высушенном сене. Семена хороший корм для домашней и промысловой (особенно водоплавающей) птицы.
Медоносное растение.
В народной медицине применялся против геморроя.

## Классификация

### Таксономия
- Persicaria lapathifolia (L.) Delarbre, 1800, Fl. Auvergne, ed. 2: 518

Вид Горец развесистый относится к роду Горец (Persicaria) семейства Гречишные (Polygonaceae) порядка Гвоздичноцветные (Caryophyllales) последовательно входящего в клады Суперастериды → Эвдикоты → Цветковые растения. Таксономическая схема в соответствии с Системой APG IV по состоянию на декабрь 2023 года:
|  |                          |  |                                   |                                   |                     |  | еще 40 семейств | еще 40 семейств |                       |  |  |  | еще 65 подтвержденных видов и 209 видов в статусе "неподтвержденных" |
|  |                          |  |                                   |                                   |                     |  | еще 40 семейств | еще 40 семейств |                       |  |  |  | еще 65 подтвержденных видов и 209 видов в статусе "неподтвержденных" |
|  |                          |  |                                   | порядок Гвоздичноцветные          |                     |  |                 |                 | род Горец             |  |  |  |                                                                      |
|  |                          |  |                                   | порядок Гвоздичноцветные          |                     |  |                 |                 | род Горец             |  |  |  |                                                                      |
|  | клада Цветковые растения |  |                                   |                                   | семейство Гречишные |  |                 |                 | вид Горец развесистый |  |  |  |                                                                      |
|  | клада Цветковые растения |  |                                   |                                   | семейство Гречишные |  |                 |                 |                       |  |  |  |                                                                      |
|  |                          |  | ещё 63 порядка цветковых растений | ещё 63 порядка цветковых растений |                     |  |                 | еще 60 родов    | еще 60 родов          |  |  |  |                                                                      |
|  |                          |  |                                   | ещё 63 порядка цветковых растений |                     |  |                 |                 | еще 60 родов          |  |  |  |                                                                      |

## Синонимы
- Dioctis maculatum Raf.
- Dioctis vernum Raf.
- Discolenta lapathifolia Raf.
- Discolenta scabra Raf.
- Persicaria attenuata subsp. pulchra (Blume) K.L.Wilson
- Persicaria hypanica (Klokov) Tzvelev
- Persicaria lapathifolia (L.) Gray
- Persicaria lapathifolia subsp. andrzejowskiana (Klokov) Soják
- Persicaria lapathifolia subsp. brittingeri (Opiz) Soják
- Persicaria lapathifolia subsp. hypanica (Klokov) Soják
- Persicaria lapathifolia subsp. linicola (Sutulov) Tzvelev
- Persicaria lapathifolia subsp. nodosa (Pers.) Á.Löve
- Persicaria lapathifolia subsp. pallida (With.) S.Ekman & T.Knutsson
- Persicaria lapathifolia subsp. saporoviensis (Klokov) Soják
- Persicaria lapathifolia var. incana (Roth) S.Ekman & T.Knutsson
- Persicaria lapathifolia var. lapathifolia
- Persicaria lapathifolia var. linicola (Sutulov) S.Ekman & T.Knutsson
- Persicaria lapathifolia var. nodosa (Pers.) Qaiser
- Persicaria lapathifolia var. tomentosa (Schrank) Tzvelev
- Persicaria linicola Nenukow
- Persicaria oneillii Brenckle
- Persicaria saporoviensis (Klokov) Tzvelev
- Persicaria scabra (Moench) Moldenke
- Persicaria scabra var. incana (F.W.Schmidt) Tzvelev
- Persicaria tomentosa (Schrank) E.P.Bicknell
- Peutalis nodosa Raf.
- Polygonum andrzejowskianum Klokov
- Polygonum brittingeri Opiz
- Polygonum ferrugineum var. patagonicum (Speg.) Macloskie
- Polygonum hypanicum Klokov
- Polygonum incanum F.W.Schmidt
- Polygonum incarnatum Elliott
- Polygonum lapathifolium L.
- Polygonum lapathifolium f. nodosum (Pers.) Beck
- Polygonum lapathifolium var. incanum (F.W.Schmidt) W.D.J.Koch
- Polygonum lapathifolium var. incanum Ledeb.
- Polygonum lapathifolium var. nodosum (Pers.) Hook.f.
- Polygonum lapathifolium var. ovatum A.Br.
- Polygonum lapathifolium var. salicifolium Sibth.
- Polygonum linicola Sutulov
- Polygonum nodosum Pers.
- Polygonum nodosum var. incanum Ledeb.
- Polygonum pallidum With.
- Polygonum paniculatum Andrz.
- Polygonum pensylvanicum subsp. oneilii (Brenckle) Hultén
- Polygonum persicaria var. incanum (F.W.Schmidt) Meisn.
- Polygonum persicaria var. incanum Roth
- Polygonum persicaria var. vernicosum Cham. & Schltdl.
- Polygonum saporoviense Klokov
- Polygonum scabrum Moench
- Polygonum spectabile var. patagonica Speg.
- Polygonum tomentosum Schrank - Горец войлочный
- Polygonum utriculatum J.Rémy